# История Итурупа
С конца I тыс. до н. э. по II тыс. н. э. на Итурупе, равно как и на других островах Курильской гряды, а также Хоккайдо, господствовала охотская культура, которая зародилась на Сахалине. 
Доисторическая эпоха описывается археологией как постепенное слияние культур — неолитической у наиболее древних насельников и более поздней, занесённой переселенцами с материка. В историческую эпоху складывается айнский этнос, культура которого господствовала на острове вплоть до середины XIX века.

## Первые высадки европейцев
В 1643 году между островами Итурупом и Урупом голландский мореплаватель Де Фриз открыл пролив, названный впоследствии его именем. Фриз присвоил острову Итуруп название Земля Штатов — в честь Генеральных Штатов, тогдашнего неофициального названия Голландии. При этом де Фриз по ошибке посчитал остров Итуруп (и, соответственно, находящийся ещё южнее Кунашир) северо-восточной оконечностью Хоккайдо (который тогда назывался Эдзо либо Матмай), а Уруп — частью Американского континента.

## До XIX века
С XVII века Курильские острова становятся предметом российского и японского исследования, а с XVIII — и конкурирующего освоения.
В 1712—1713 гг. по распоряжению приказчика В. Колесова, действовавшего по указанию правительства, Курильские острова посещал И. Козыревский. По возвращении И. Козыревский доложил В. Колесову о своем путешествии и «составил тем островам чертеж и даже до Матсманского острова» (т. е. до Хоккайдо).
В 1726 году И.Козыревский докладывал В.Берингу, что он «на ближних морских островах был и другие видел и самовластных народов проведал». Согласно добытым им сведениям, «итурупцы и урупцы самовластно живут и не в подданстве» (т.е. были независимы).
В 1731 году старейшины айнских родов Итурупа и Кунашира впервые привезли дань княжеству Мацумаэ, а в России, первоначально облагавшей ясаком два северных Курильских острова, Сибирский приказ издал инструкцию, предписывавшую привести в российское подданство «неясашных» жителей других островов архипелага. 

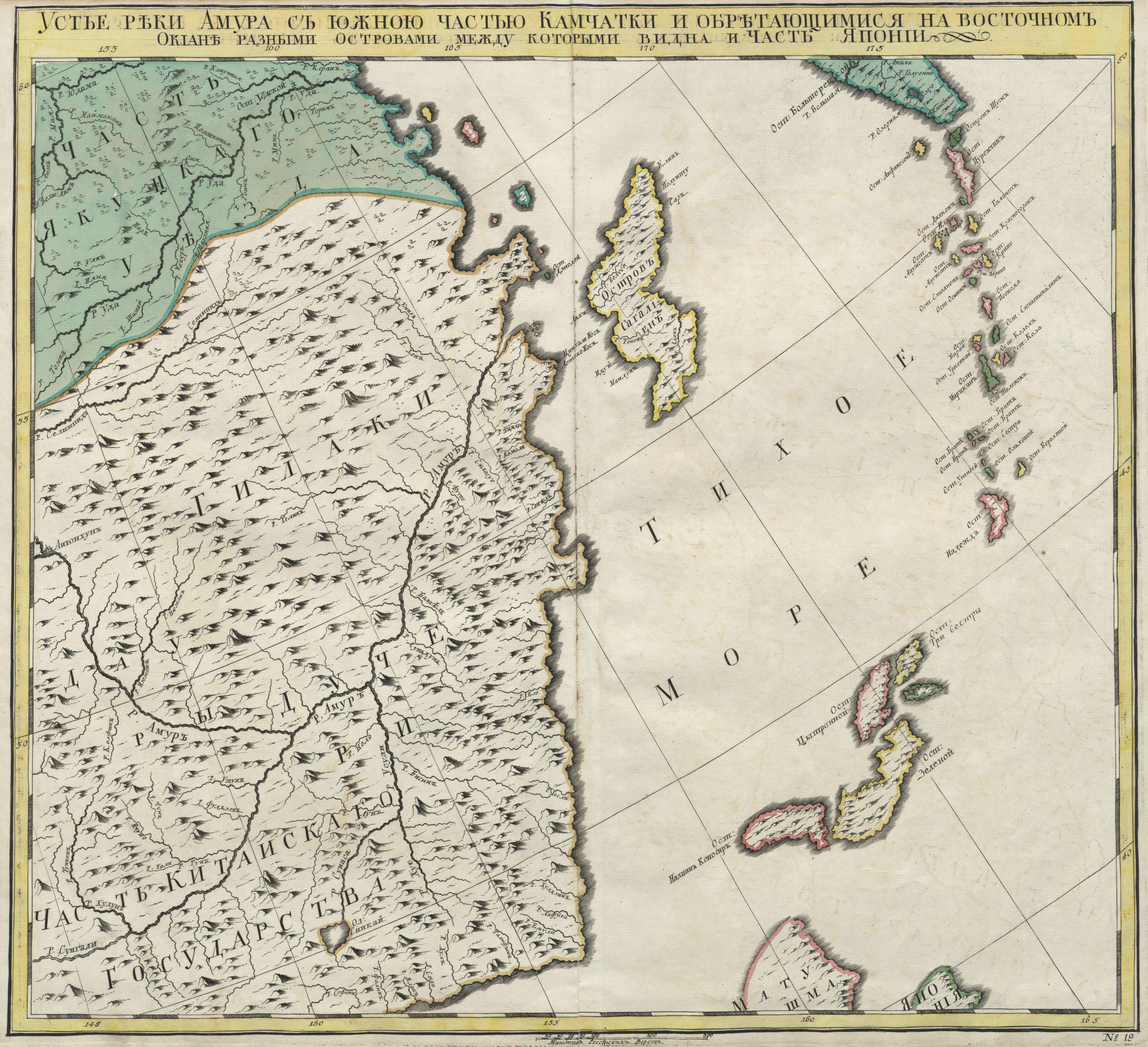
Карта Сахалина и Курильских островов. Атлас Российский 1745 года.

В 1739 году берега острова были обследованы кораблями Южного отряда Второй Камчатской экспедиции под командованием Мартына Шпанберга. Часть острова Итурупа, а затем Кунашир и северо-восточный берег «Матсмая» — Хоккайдо — Шпанберг посчитал единым островом, который он назвал «Цитронным».
В 1750-х и 1760-х годах российская администрация предпринимала первые попытки «объясачивания» населения Южных Курил.
В 1760-х посланник камчатской администрации сотник Иван Чёрный заложил традицию порядкового исчисления островов и кучно расположенных субархипелагов Курильской гряды от Камчатки до Японии. Поэтому во времена гидрографических описаний конца XVIII века остров также назывался в российских источниках как Девятнадцатый.
Японские источники с явным неодобрением подтверждают появление русских на Итурупе после 1766 года: «Раньше этого... Россия постепенно пожрала все острова к северу от Расёва, и затем разграбила южную часть этой группы островов» (т.е. Курильской островной цепи).
11 (22) июня 1768 сотник Иван Чёрный высадился на Итурупе и в течение недели сумел склонить в подданство часть айнов острова, а также двух оказавшихся на острове кунаширцев. Однако, опьянённый успехом, Чёрный «не знал пределов своему самовластию» и жестоко обращался с покорённым населением. Действия сотника и других промышленников, не считавшихся с местным населением, восстановили айнов против российского влияния, кульминацией чего стали нападения итурупских айнов на русских промышленников в 1771—1772 годах. Это привело к утрате Россией большинства позиций на южных островах и в долгосрочном отношении подорвало присоединение Южных Курил к империи. Новая попытка «объясачивания» жителей Итурупа и других Южных Курил была предпринята во время экспедиции сибирского дворянина И. Антипина и иркутского посадского Д. Шабалина 1778 года; как сообщал Шабалин, 5 (16) июня 1778 экспедиция привела в «ясашный платёж» 47 жителей Итурупа, находившихся на Урупе. Затем русский отряд побывал на самом острове, а также на Кунашире и Хоккайдо. К 1786 году на острове поселилось трое русских переселенцев с Урупа.
Опасения относительно продвижения России на Курилах и её усиления на северных границах побудили Японию интенсифицировать освоение архипелага, в связи с чем в конце XVIII века та предприняла прямые попытки противодействия российской экспансии на островах. В 1786 году на Итуруп прибыла первая японская правительственная миссия под началом Могами Токуная, которая потребовала от находившихся там русских покинуть его как неправомерно оказавшихся в «японских пределах».
Штурман В. Ф. Ловцов, участник российской миссии 1792-1793 гг. Адама Лаксмана по установлению отношений с Японией, писал, что жители Итурупа и других Южных Курил рассматриваются японцами в качестве японских подданных.
Остров описан 19-м по счёту под названием Еторпу у Г.И. Шелихова в его «Путешествии г. Шелехова с 1783 по 1790 год из Охотска по Восточному Океану к Американским берегам...»:

Еторпу остров от вышеписанного отстоит на 30 верст и как в длину, так и в ширину простирается на триста верст. По сему острову рассеяны хребты, горы и сопки высокие, из коих одна на Северном конце беспрестанно курится, иногда выбрасывает и пламень. На поверхности хребтов голец, щебень и утесы, между коими пади и речки глубокие. Около рек и по всему острову ростет толстой Березник, Ольховник, Рябинник и Тальник высокой, между ими ростет Райма и другой лес, подобной березнику; по сему острову камышник толщиною в трость; а по ровным местам растут травы и цветы, земля влажная и черная, на которой вероятно, что всякой хлеб мог бы родиться. По падям и подле моря на ярах ростут разные травы, сладкая, Шаламойник, Кутагарник, Черемша, Кислица и высокая трава на одной дудке с большим листом. К полуденной стороне почти с половины острова по горам и ровным местам начался лес лиственичной, которой близ моря не толст, а подале годится на строение. Черных медведей, Соболей, Лисиц, крыс и другого гнусу в лесах довольно. Берег около всего острова состоит из широких губ и бухт, и пещаных с утесами мысов; из хребтов в бухты и губы впадают речки в коих в летнее время бывает такая же рыба, какая на предъописанном острову; в речки, вышедшие на Северную сторону летом входит всякая рыба, а в Сентябре и Ноябре месяце кеть и белая рыба. На той же стороне близ Северного конца большое рыбное озеро, из которого в море течет речка. Около острова в тихие дни на Байдарах ловят удами треску, Палтусы, Ряжму и другие рыбы. По разным бухтам на сем острове живут мохнатые Курильцы большими семьями, мужеского полу 92, женского 117, малолетных мужеска 38, женска 72. Около острова водится только Нерпа и Сивучи небольшого рода; недостаток других морских зверей награждается выкидываемыми на берег Китами и большими Косатками.

Последовавшее японское овладение Итурупом происходило в условиях соперничества с русскими промысловиками.
На рубеже XVIII—XIX веков японский военный отряд, которым предводительствовали чиновники Кондо Дзюдзо (варианты личного имени — Зюузоо, Сигэтоси, Морисигэ) и Ямада Рихеи (Ямада Рихей), уничтожил на Итурупе поставленные русскими кресты и установил столб с надписью: «Эторофу — владение великой Японии».
Посланцы Японской империи прибыли на судне «Син эцу Мару», которым владел кораблестроитель и торговец Такадая Кахей. Они пересекли пролив Екатерины и высадились в местечке Таннэмои (урочище Березовка на берегу залива Дозорный). Проследовав дальше на север, в селении Оито (ныне урочище Осенний) они основали торговую контору, а Такадая Кахей поставил храм.
В 1799 году японские военные основали 2 лагеря на Итурупе: один из них существовал в районе современного залива Доброе Начало (Найбо), а другой недалеко от современного города Курильск (Сяна).

## С XIX века по 1945 год

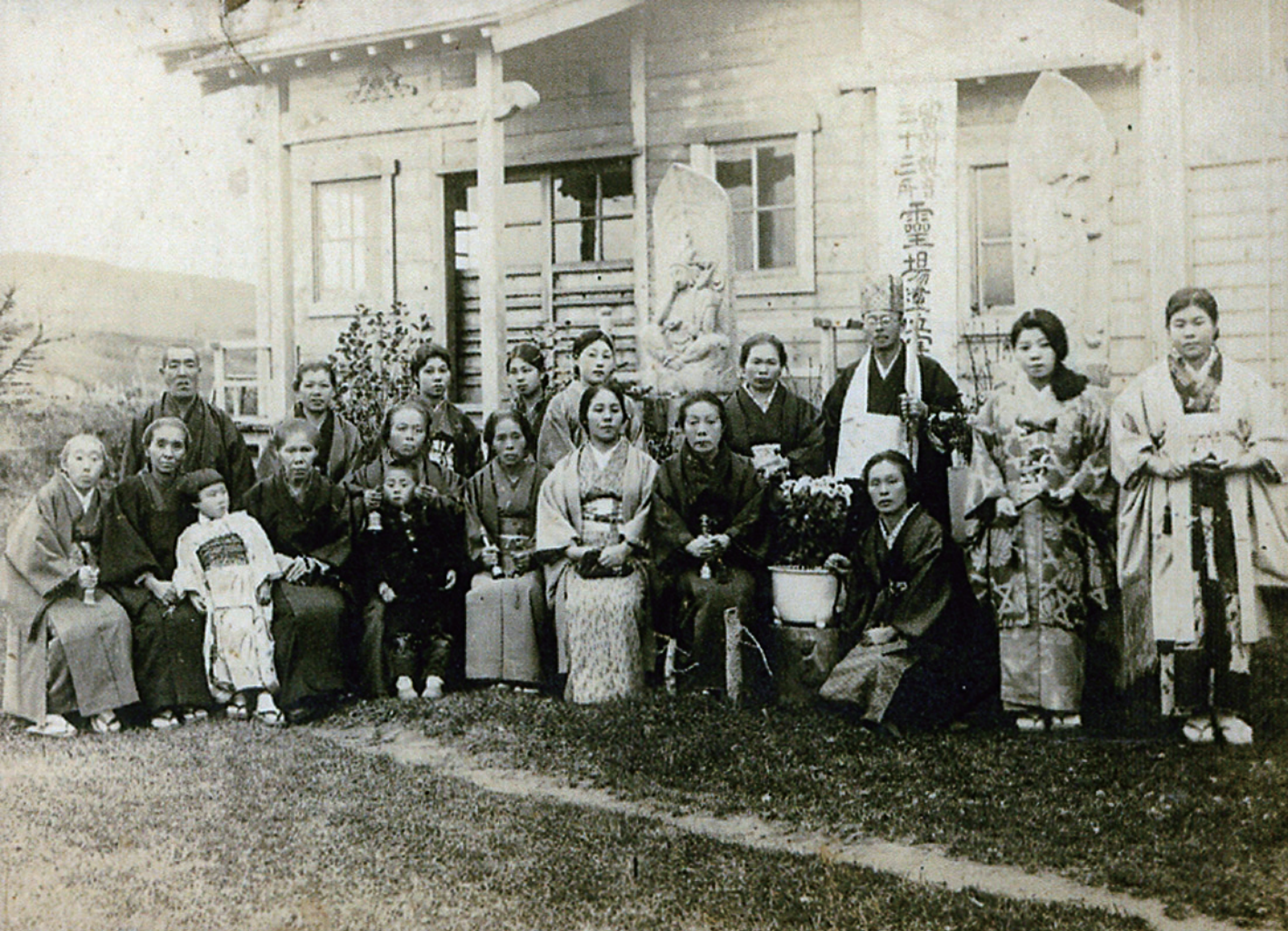
Японцы и буддийский храм на Итурупе (до 1939 г.)

В первые годы XIX века административным центром острова Итуруп стало селение Фурибецу (урочище Золотое), в котором в 1806 году тот же Такадая Кахэй построил храм Котохира дзиндзя. В том же году синтоистскими храмами обзавелись Сяна (Курильск) и Аримоэ (Рыбаки).
В начале XIX века Итуруп (наряду с Сахалином и Рисири) стал ареной первого русско-японского вооружённого конфликта — несанкционированная политическими властями РИ карательная экспедиция капитанов РАК Хвостова и Давыдова разгромила японские поселения на острове.
Английский промышленник Д. Сноу, ссылаясь на сведения местных жителей, писал, что незадолго до прибытия этой экспедиции на Южных Курилах японцы «заточили 14 русских», которые «высадились в надежде допущения торговли».
Первое открытое вооружённое столкновение привело в дальнейшем к пленению Японией экспедиции Василия Головнина (1811—1813), и признанию Россией отсутствия своей власти над островом. На десятилетия было сорвано установление российско-японских дипломатических отношений.
7 февраля 1855 года в условиях Крымской войны Россия пошла на подписание японско-российского трактата о торговле и границах («Симодский трактат»). Договор 1855 года подтвердил границу по проливу Фриза, оставив Итуруп японским владением.
При этом Россия не смогла добиться полного суверенитета над островом Сахалин, присоединение которого она начала в ходе Амурской экспедиции — по договору остров был оставлен в совместном владении России и Японии, что оставляло неулаженным вопрос о государственной границе. Петербургским договором от 25 апреля (7 мая) 1875 года России удалось закрепить полный суверенитет над Сахалином в обмен на передачу Японии 18 островов Курильской гряды (т.е. остававшейся в российском владении части Большой Курильской гряды). Итуруп перестал быть приграничным японским островом, оказавшись в глубине японских владений.
В соответствии с административно-территориальным делением Японии на острове образовалось 4 уезда (гуна) — Этурофу, Фурабэцу, Шана, Сибэторо (с 1869 по 1882 год в составе провинции Тисима под управлением Комиссии по колонизации Хоккайдо; с 1882 до 1886 года — в составе префектуры Нэмуро, после — префектуры Хоккайдо).
В 1897 все итурупские уезды были изъяты из состава провинции Тисима и объединены в отдельный округ Сяна, а в 1903 году округ Сяна был присоединён к соседнему округу Нэмуро в составе префектуры Хоккайдо.
В 1897 году о-ва Итуруп, Кунашир и г. Сибецу соединил 25-километровый кабель. Однако из-за частных обрывов дрейфующими льдами в 1899 году участок Сибецу — Кунашир — Итуруп был упразднён, а взамен появился новый маршрут Немуро — Кунашир — Итуруп, действовавший до конца Второй мировой войны.

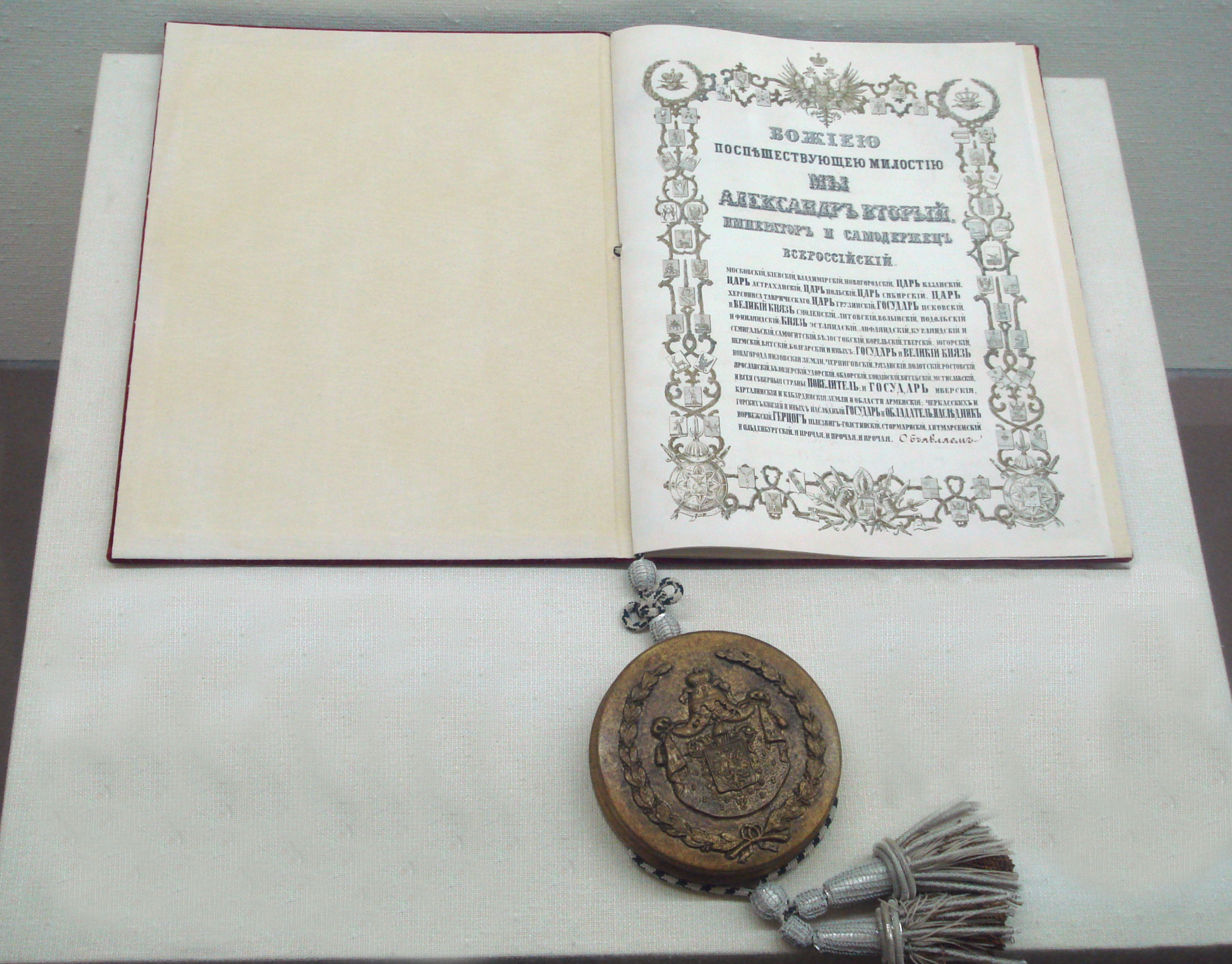
Санкт-Петербургский договор 1875 года (Архив МИД Японии)

После поражения России в русско-японской войне 1904—1905 годов был подписан Портсмутский мирный договор, согласно которому во владение Японии отходил Южный Сахалин (называвшийся на советских картах Карафуто). Портсмутский договор не изменял положений Петербургского договора в отношении согласия России на признание юрисдикции Японии над всеми Курильскими островами. Вместе с тем, полное овладение Сахалином ещё больше упрочило для Японии геополитически «тыловое» положение острова Итуруп. Советское правительство при установлении дипломатических отношений с Японией в 1925 году также не подвергло сомнению права Японии на все Курилы. С тех пор никаких новых договорённостей между государствами в отношении принадлежности Итурупа, равно как и всех островов Курильской гряды к Японии, достигнуто не было.
Остров в период нахождения под юрисдикцией Японии был заселён японскими колонистами (по данным на 1930 год, на Итурупе проживало около 6300 жителей или 37 % всего японского населения островов Курильской гряды).
26 ноября 1941 года именно в гавани на тихоокеанском побережье острова Итуруп (бухта Хитокаппу, ныне — залив Касатка) произошло рандеву японской авианосной эскадры и кораблей сопровождения для нанесения удара по Пёрл-Харбору и открытия тихоокеанского театра военных действий Второй мировой войны. Здесь команды кораблей впервые узнали о цели похода, что привело их в восторг, и они стихийно начали бесконтрольную стрельбу по острову. На острове также располагался японский военный аэродром, остатки которого сохранились до сих пор.

## После 1945 года
В 1945 году, в результате войны с Японией, СССР присоединил Курильские острова. Советские военнослужащие ступили на остров в ходе Курильской десантной операции, проведённой совместно с войсками 2-го, а затем и 1-го Дальневосточного фронтов в период с 18 августа по 2 сентября 1945 года; непосредственно на Итуруп советские войска высадились 28 августа 1945 года (в бухте Рубэцу, ныне залив Куйбышевский), а затем 8 сентября в заливе Хитокаппу, ныне Касатка
В отличие от Шумшу, советское овладение низлежащими островами, в том числе и Итурупом, произошло без масштабных боевых действий. В 1947—1949 годах японские подданные (в том числе и коренные айны, являвшиеся на тот момент подданными Японской империи) были выселены в Японию.
В СССР остров был отнесён к Курильскому району Южно-Сахалинской области Хабаровского края РСФСР, а со 2 января 1947 года район вошёл в состав Сахалинской области РСФСР.
1 июля 1968 года над Курильскими островами был перехвачен и принуждён к посадке на военный аэродром «Буревестник» самолёт Douglas DC-8 авиакомпании Seaboard World Airlines с 214 солдатами США, перевозившимися из Сиэтла в Японию для участия в войне во Вьетнаме.
После распада СССР управление Итурупом и другими Курильскими островами продолжила Российская Федерация, унаследовавшая территорию РСФСР. Япония, отказавшись от «прав, претензий и правооснований» на Курильские острова в 1951 году, вместе с тем не признаёт присоединение Итурупа, Кунашира, Шикотана и группы Хабомаи к СССР и постсоветский российский суверенитет над ними, так как не считает эти острова частью Курил, а выделяет их в отдельную категорию — «Северные территории». Проблема принадлежности южных Курильских островов является основным препятствием для полного урегулирования российско-японских отношений и подписания мирного договора, хотя состояние войны было прекращено в 1956 году (см. Советско-японская декларация (1956)).
В 1992 году на Итурупе на базе строительной компании было образовано ЗАО «Гидрострой». Среди трёх его учредителей наибольшую активность проявлял бывший военный строитель А.Г. Верховский, вскоре ставший единственным владельцем предприятия.
К середине 1990-х годов в компанию входили 9 предприятий, среди них — АОЗТ «Курильский рыбак» (бывший рыболовецкий колхоз), рыбоперерабатывающее производство АООТ «Рейдово», портпункт, торговый дом «Курилы» и др. Финансовым стержнем всей конструкции ФПГ был её собственный банк «Итуруп».
Холдинг «Гидрострой» развивался достаточно динамично. Он вкладывал средства в создание современных мощностей для хранения и переработки рыбопродукции, способствовал объединению мелких рыболовных предприятий, оснащал их флот, строил порт, с помощью торгового дома восполнил рухнувшую государственную систему снабжения, завозил топливо и т.д.
В 1994 году остров затронуло Шикотанское землетрясение — погибло 8 человек при разрушении военного госпиталя в селе Горячие Ключи (что больше, чем на самом Шикотане).
С 1995 года «Гидрострой» стал получать средства из федеральной программы «Курилы», за счёт которых строил дороги и инфраструктуру. Укреплению его позиций способствовало и то, что с 1996 года «Итуруп» был выбран по конкурсу банком-агентом СЭЗ «Сахалин». Компания стала многопрофильным холдингом, основным работодателем и налогоплательщиком острова и всего Курильского района, а её глава А.Г. Верховский получил в народе известность как «хозяин Итурупа».
3 сентября 2022 года Россия отменила упрощённый режим посещения островов Кунашир, Итуруп и Малой Курильской гряды для граждан Японии.